# Hesperetina
La hesperetina es un flavonoide y, para ser más específico, una flavanona.

## Glucósidos
Una variedad de glucósidos de hesperetina son conocidos, incluyendo:
- Hesperidina (hesperetina 7-rutinósido) es un glucósido flavonoide insoluble en agua cuya solubilidad es inferior a 5 μg/ml en agua.[2] Hesperidina se encuentra en cítricos y frutas que tras la ingestión libera su aglicona, hesperetina.

- Neohesperidina es el 7-neohesperidosido de hesperetina.

- Hesperetina 7-rhamnósido puede ser aislado de Cordia obliqua.[3]

## Metabolismo
Hesperidin 6-O-α-L-rhamnosil-β-D-glucosidasa  es una diglicosidasa producida por Acremonium sp. DSM24697 que utiliza hesperidina y H2O para producir hesperetina y rutinosa.